# Municipio de Verona (Míchigan)
El municipio de Verona (en inglés: Verona Township) es un municipio ubicado en el condado de Huron en el estado estadounidense de Míchigan. En el año 2010 tenía una población de 1259 habitantes y una densidad poblacional de 14,21 personas por km².

## Geografía
El municipio de Verona se encuentra ubicado en las coordenadas 43°49′7″N 82°56′8″O / 43.81861, -82.93556. Según la Oficina del Censo de los Estados Unidos, el municipio tiene una superficie total de 88.59 km², de la cual 88,4 km² corresponden a tierra firme y (0,21 %) 0,18 km² es agua.

## Demografía
Según el censo de 2010, había 1259 personas residiendo en el municipio de Verona. La densidad de población era de 14,21 hab./km². De los 1259 habitantes, el municipio de Verona estaba compuesto por el 96,9 % blancos, el 1,67 % eran afroamericanos, el 0,24 % eran amerindios, el 0,4 % eran asiáticos y el 0,79 % eran de una mezcla de razas. Del total de la población el 1,11 % eran hispanos o latinos de cualquier raza.